# Oleksandrivka (správní obvod Oleksandrivka v Kramatorském rajónu)
Oleksandrivka (ukrajinsky Олександрівка; rusky Александровка – Alexandrovka) je sídlo městského typu v Doněcké oblasti na Ukrajině. Leží v Kramatorském rajónu na severozápadě oblasti a v roce 2013 v ní žilo bezmála čtyři tisíce obyvatel. Před administrativní reformou v roce 2020 byla centrem zaniklého Oleksandrivského rajónu.

## Poloha
Oleksandrivka leží na horním toku Samary (levého přítoku Dněpru) na severozápadě Doněcké oblasti ve vzdálenosti zhruba 130 kilometrů od Doněcku, správního střediska oblasti.

## Dějiny
Oleksandrivka byla založena v roce 1762 a v březnu 1923 se stala střediskem rajónu. Za druhé světové války byla Oleksandrivka od 18. října 1941 obsazena německou armádou a dobyta zpět Rudou armádou byla 12. září 1943.
Od 26. května 1965 je Oleksandrivka sídlem městského typu.